# Nemesia berlandi
Nemesia berlandi là một loài nhện trong họ Nemesiidae.
Nemesia berlandi được miêu tả năm 1931 bởi Frade & Bacelar.